# Alena Procházková
Alena Procházková (n. 9 august 1984, Banská Bystrica, RS Slovacă, Cehoslovacia) este o schioare slovacă specializată în proba de schi fond.

## Rezultate
Toate rezultatele provin de la Federația Internațională de Schi și Snowboard (FIS).

### Jocurile Olimpice
| An   | Vârsta | 10 km Individual | 15 km Schiatlon | 30 km Start în masă | Sprint | 4 × 5 km releu | Sprint în echipă |
| ---- | ------ | ---------------- | --------------- | ------------------- | ------ | -------------- | ---------------- |
| 2006 | 21     | 28               | 46              | —                   | 23     | —              | —                |
| 2010 | 25     | —                | —               | —                   | 18     | —              | —                |
| 2014 | 29     | 48               | —               | —                   | 38     | —              | 13               |
| 2018 | 33     | 58               | —               | 36                  | 31     | —              | 18               |
| 2022 | 37     | 65               | —               | —                   | 63     | —              | —                |

### Campionatele Mondiale
| An   | Vârstă | 10 km | 15 km | Urmărire | 30 km | Sprint | 4 × 5 km releu | Sprint în echipă |
| ---- | ------ | ----- | ----- | -------- | ----- | ------ | -------------- | ---------------- |
| 2003 | 18     | 49    | —     | 62       | —     | —      | —              | N/A              |
| 2005 | 20     | 58    | N/A   | 44       | 40    | 17     | —              | —                |
| 2007 | 22     | 34    | N/A   | —        | —     | 13     | —              | 7                |
| 2009 | 24     | —     | N/A   | —        | —     | 7      | —              | —                |
| 2011 | 26     | DNS   | N/A   | 21       | —     | 6      | —              | —                |
| 2013 | 28     | 66    | N/A   | 39       | —     | 8      | —              | —                |
| 2015 | 30     | 35    | N/A   | —        | —     | 8      | —              | 13               |
| 2017 | 32     | 22    | N/A   | 34       | —     | 31     | —              | —                |
| 2019 | 34     | 32    | N/A   | —        | —     | 57     | —              | 14               |
| 2021 | 36     | 53    | N/A   | —        | —     | 40     | —              | 14               |

### Podiumuri individuale
- 1 victorie – (1 WC)
- 6 podiumuri – (5 WC, 1 SWC)

| Nr. | Sezonul | Data              | Locația             | Cursa            | Nivelul       | Locul |
| --- | ------- | ----------------- | ------------------- | ---------------- | ------------- | ----- |
| 1   | 2007–08 | 01 decembrie 2007 | Ruka, Finlanda      | 1.2 km Sprint C  | Cupa Mondială | 3     |
| 2   | 2008–09 | 16 ianuarie 2009  | Whistler, Canada    | 1.3 km Sprint C  | Cupa Mondială | 1     |
| 3   | 2008–09 | 12 martie 2009    | Trondheim, Norvegia | 1.4 km Sprint C  | Cupa Mondială | 2     |
| 4   | 2009–10 | 28 noiembrie 2009 | Ruka, Finlanda      | 1.2 km Sprint C  | Cupa Mondială | 3     |
| 5   | 2009–10 | 04 ianuarie 2010  | Praga, Cehia        | 1.2 km Sprint F  | Cupa Mondială | 3     |
| 6   | 2012–13 | 09 martie 2013    | Lahti, Finlanda     | 1.55 km Sprint F | Cupa Mondială | 3     |